# Kyla (musikgrupp)
Kyla är ett depressiv black metal-band från Jönköping bildat 2004. Debutalbumet Glory of Negativity gavs ut 2005 av Northern Sky Productions. Grundaren och ende fasta medlemmen Kim Carlsson medverkar också i banden Hypothermia, Lifelover och Life Is Pain. Kyla är inaktivt sedan 2005 men är inte officiellt nedlagt.

## Medlemmar
Ordinarie medlem
- Kim Carlsson – sång och alla instrument (2004–2005)

Bidragande musiker (studio)
- Alexander Andersson – basgitarr (2005)

## Diskografi
Demo
- 2004 – Demo 2004
- 2005 – Kyla

Studioalbum
- 2005 – Glory of Negativity

Annat
- 2005 – With Destructive Intent (delad kassett med Life Neglected)